# Max-Planck-Institut für Biophysik
Das Max-Planck-Institut für Biophysik (MPIBP) ist eine Forschungseinrichtung der Max-Planck-Gesellschaft zur Förderung der Wissenschaften e. V. mit Sitz in Frankfurt am Main.
Hauptforschungsgebiet ist die Untersuchung der Funktionsweise von Membran- und Transportproteinen mittels geeigneter physikalischer Verfahren wie hochauflösende Elektronenmikroskopie oder Röntgenstrukturanalyse von Proteinkristallen (siehe auch Biophysik).
Seit März 2003 residiert das MPI für Biophysik in einem Neubau auf dem Campus Riedberg der Goethe-Universität im Norden der Stadt. Ende 2016 waren insgesamt 178 Mitarbeiter am Institut tätig, darunter 48 Wissenschaftler und 50 Nachwuchswissenschaftler. Der Nobelpreisträger Hartmut Michel ist seit 1987 Direktor am Institut.

## Geschichte
Vorläufer des heutigen Institutes war das seit 1937 bestehende Kaiser-Wilhelm-Institut für Biophysik, das wiederum aus dem 1921 von Frankfurter Bürgern im Rahmen der Oswalt-Stiftung gegründeten und von Friedrich Dessauer geleiteten „Institut für physikalische Grundlagen der Medizin“ hervorgegangen war. Neuer Institutsleiter wurde 1934 nach der erzwungenen Emigration Dessauers sein langjähriger Mitarbeiter Boris Rajewsky, der als Begründer der Biophysik gilt. 1937 wurde das Institut in ein „Kaiser-Wilhelm-Institut für Biophysik“ umgewandelt und zog in die Forsthausstraße 70 – die  „arisierte“ vormalige Villa Speyer – um. Es wurde vor allem an der Wirkung von ionisierender Strahlung auf den Menschen und einer möglichen medizinischen Nutzung sowie an Aerosolen geforscht.
Nach dem Zweiten Weltkrieg wurde das Institut 1948 als „Max-Planck-Institut für Biophysik“ wieder eröffnet. Mit der Emeritierung von Boris Rajewsky 1966 und der Neuberufung von Reinhard Schlögl 1965 orientierte sich die Forschungsarbeit weg von der Arbeit mit ionisierender Strahlung hin zur Untersuchung des „Stofftransport durch biologische und künstliche Membranen“. Mit der darauffolgenden Berufung von Karl Julius Ullrich 1967 und schließlich 1968 Hermann Passow zu neuen Direktoren am Institut, entwickelte sich die Leitung des Max-Planck-Instituts für Biophysik außerdem weg vom klassischen Ein-Direktoren Institut zum moderneren Direktoren-Kollegium. Schwerpunkte der Forschung waren nun (und sind es bis heute) die Untersuchung der Zellmembran und ihrer Bausteine, der Membranproteine (und hier besonders der Transportproteine). Die Zellmembranen und die Proteine wurden und werden mit den zum jeweiligen Zeitpunkt modernsten physikalischen Methoden untersucht, dies schließt u. a. ein:
- Röntgenkristallographie
- hochauflösende Elektronenmikroskopie
- Spektroskopie

Diese Entwicklung wurde, insbesondere nach der Emeritierung von Passow und Ullrich 1993 und Schlögl 1996, durch die Neuberufung einer neuen Generation von Direktoren, 1987 von Hartmut Michel (Abt. Molekulare Membranbiologie), 1993 von Ernst Bamberg (Abt. Biophysikalische Chemie) und 1996 von Werner Kühlbrandt (Abt. Strukturbiologie), eingeleitet. Die Verleihung des Nobelpreis an Hartmut Michel 1988 bestätigte diese neue Richtung als weltweit wegweisend. Noch heute gibt es kein anderes Forschungsinstitut mit diesem ausschließlichen Schwerpunkt auf der Erforschung von Membranproteinen. Im März 2003 zog das Institut im Zuge des Umzugs der naturwissenschaftlichen Fakultäten der Universität Frankfurt auf die „grüne Wiese“ aus seinen alten Räumen in der Frankfurter Innenstadt aus. Das neue Gebäude in der Max-von-Laue-Str. 3 auf dem Unicampus Riedberg stellt einen großen Fortschritt für die Wissenschaftler da (s. a. unter Architektur). Mit der Berufung von Gerhard Hummer 2013 in eine Abteilung für theoretische Biophysik, wurde die Entwicklung, zu einer heute in der Max-Planck-Gesellschaft typischen Institutsgröße von vier Abteilungen, abgeschlossen.

## Organisation und Struktur
Das MPIBP besteht aus vier Abteilungen:
- Molekulare Membranbiologie (Leitung: Hartmut Michel, seit 1987):
 Struktur- und Funktionsuntersuchungen an Membranproteinen aus der Atmungskette (z. B. Cytochrom-bc1) und Photosynthese sowie an G-Protein-gekoppelten Rezeptoren mittels Röntgenstrukturanalyse von Proteinkristallen. Es werden allerdings noch andere ausgewählte Membranproteine untersucht, z. B. die Enzyme, die am Methanstoffwechsel von Archaebakterien teilnehmen.
- Strukturbiologie (Leitung: Werner Kühlbrandt, seit 1997):
 Erforschung von Membran- und Transportproteinen (z. B. osmoregulierende Transporter) mittels zweidimensionaler Kristallisation, elektronenkristallographischer Strukturaufklärung und hoch auflösender Elektronenmikroskopie sowie Bildanalyse größerer makromolekularer Komplexe. Die Arbeitsgruppe versucht auch neue Abbildungsmethoden in der Strukturbiologie zu entwickeln.
- Theoretische Biophysik (Leitung: Gerhard Hummer, seit 2013)
- Molekulare Soziologie (Leitung: Martin Beck, seit 2019)

## International Max Planck Research School (IMPRS)
Das MPI betrieb von 2000 bis 2018 eine der ersten International Max Planck Research Schools, die International Max Planck Research School for Structure and Function of Biological Membranes. Kooperationspartner war die Goethe-Universität Frankfurt. Seit 2021 gibt es die International Max Planck Research School on Cellular Biophysics mit demselben Partner.

## Architektur
Der funktionelle Neubau des MPIBP auf dem Unicampus Riedberg wird durch eine in Ost-West-Richtung durchgängig verlaufende Eingangshalle in zwei Hälften geteilt. In der nördlichen Hälfte befinden sich die Labors und sonstigen Forschungseinrichtungen des Instituts, während sich in der südlichen Hälfte ab dem ersten Obergeschoss die Büros und Besprechungsräume der Wissenschaftler und der Verwaltung befinden. Für die schnelle Kommunikation sind die beiden Hälften durch Brücken verbunden, die sich über die Eingangshalle spannen. Die Architekten des Neubaus waren die Architekten der Auer Weber.